# Adršpašský potok
Adršpašský potok je levostranný přítok do řeky Metuje, v severovýchodních Čechách. Nachází se v okrese Náchod v Královéhradeckém kraji. Má délku toku 5,1 kilometrů.

## Průběh toku
Adršpašský potok pramení v lesích Broumovské vrchoviny, blízko hranic z Polskem pod vrcholem Skalka, v Černém dole a v nadmořské výšce okolo 620 m n. m. V prostoru prameniště se nachází takzvaná Matyášova studánka: vývěr vody v jámě, jež je pozůstatkem po těžbě pískovce. Na svém horním toku protéká potok zpočátku jihovýchodním směrem průrvou zvanou Černý důl a poté se stáčí na jihozápad od Pavlovské hory (663 m n. m.), kde vstupuje do části obce Horní Adršpach. Adršpašský potok na svém dolním toku mění zpočátku směr na východ a teče severně od skalního města do obce Adršpach. Potom vstupuje do části obce Dolní Adršpach. Na úpatí zříceniny hradu Adršpach se potok stáčí k jihovýchodu. Krátce před ústím potok přemosťuje železniční trať Trutnov – Teplice nad Metují . Adršpašský potok se vlévá do řeky Metuje v Dolním Adršpachu u hotelu Lesní zátiší. Je zde i východ z Adršpašského skalního města poblíž Španělské stěny.